# 荏開津典生
荏開津 典生（えがいつ ふみお、1935年4月 - ）は、日本の農業経済学者。農学博士（東京大学・論文博士・1970年）。東京大学名誉教授、千葉経済大学名誉教授。岐阜県出身。

## 略歴
1959年東京大学農学部農業経済学科卒。1963年東京大学大学院社会科学研究科博士課程中退。経済企画庁勤務を経て、東京大学農学部教授となる。1970年、「農産物および工業製品の需要供給と価格」により東京大学より農学博士の学位を取得。
1996年より千葉経済大学経済学部教授となり、経済学部長、第二代学長を務めた。

## 著書

### 単著
- 『農業統計学』（明文書房、1985年）
- 『日本農業の経済分析：習慣形成・技術進歩・インフレーション』（大明堂、1985年）
- 『農政の論理をただす』（農林統計協会、1987年）
- 『日本人と牛肉』（岩波ブックレット、1988年）
- 『「飢餓」と「飽食」：食料問題の十二章』（講談社選書メチエ、1994年）
- 『農業経済学』（岩波書店、初版1997年、第2版2003年、第3版2008年）
- 『明快ミクロ経済学』（日本評論社、2000年）
- 『明快マクロ経済学』（日本評論社、2002年）

### 共著
- （生源寺眞一）『こころ豊かなれ日本農業新論：21世紀の食と農と環境を考える』（家の光協会、1995年）
- （時子山ひろみ）『フードシステムの経済学』（医歯薬出版、初版1998年、第2版2000年、第3版2005年、第4版2008年、第5版2013年）
- （時子山ひろみ）『世界の食糧問題とフードシステム』（放送大学教育振興会、2003年）
- （鈴木宣弘）『農業経済学』（岩波書店、第4版2015年）

### 編著
- （加藤譲）『インフレーションと日本農業』（東京大学出版会、1978年）
- （津端修一）『市民農園：クラインガルテンの提唱』（家の光協会、1987年）
- （藤谷築次）『概説現代の日本農業』（家の光協会、1991年）
- （樋口貞三）『アグリビジネスの産業組織』（東京大学出版会、1995年）
- （中安定子）『農業経済研究の動向と展望』（富民協会、1996年）

### 訳書
- ローズマリイ・フェネル『ECの共通農業政策』（柘植徳雄との共訳、大明堂、1989年）
- ローズマリー・フェネル『EU共通農業政策の歴史と展望：ヨーロッパ統合の礎石』（監訳、食料・農業政策研究センター、1999年）